# Wułkannyj
Wułkannyj – osiedle typu miejskiego w Rosji, w Kraju Kalmczackim. W 2010 roku liczyło 1608 mieszkańców.